# Amauris disjuncta
Amauris disjuncta är en fjärilsart som beskrevs av Talbot 1940. Amauris disjuncta ingår i släktet Amauris och familjen praktfjärilar. Inga underarter finns listade i Catalogue of Life.